# Cardiopalmo
Il cardiopalmo (anche cardiopalma o palpitazione del cuore, dal greco antico καρδία/cuore e παλμός/palpitazione) è la percezione accentuata del proprio battito cardiaco, percezione che normalmente non avviene.
Due possono essere i fattori implicati nel fenomeno:
- aumento dello stato di allerta (psicosomatismo, ad esempio durante una forte emozione o un attacco di panico).
- aumento di intensità (con o senza aumento di frequenza) del battito cardiaco dovuto alle seguenti possibili cause: stress, fatica, abuso di sostanze eccitanti o psicostimolanti, pregresse operazioni, oppure come segnale di un principio di una cardiopatia.

Il cardiopalmo può essere manifestazione di un disturbo del ritmo cardiaco, come nel caso della fibrillazione atriale (ne soffre lo 0,4% della popolazione adulta, fino ad arrivare a circa il 10% della popolazione ultrasettantenne), oppure una tachicardia sopraventricolare che generalmente può essere curata con medicinali. Lo strumento diagnostico per indagare le cause di frequenti palpitazioni parossistiche è genericamente un semplice elettrocardiogramma (ECG), effettuato a riposo o sotto sforzo. Eventualmente anche un ECG dinamico secondo Holter può essere di maggior sensibilità.